# 조선민주주의인민공화국의 천연기념물

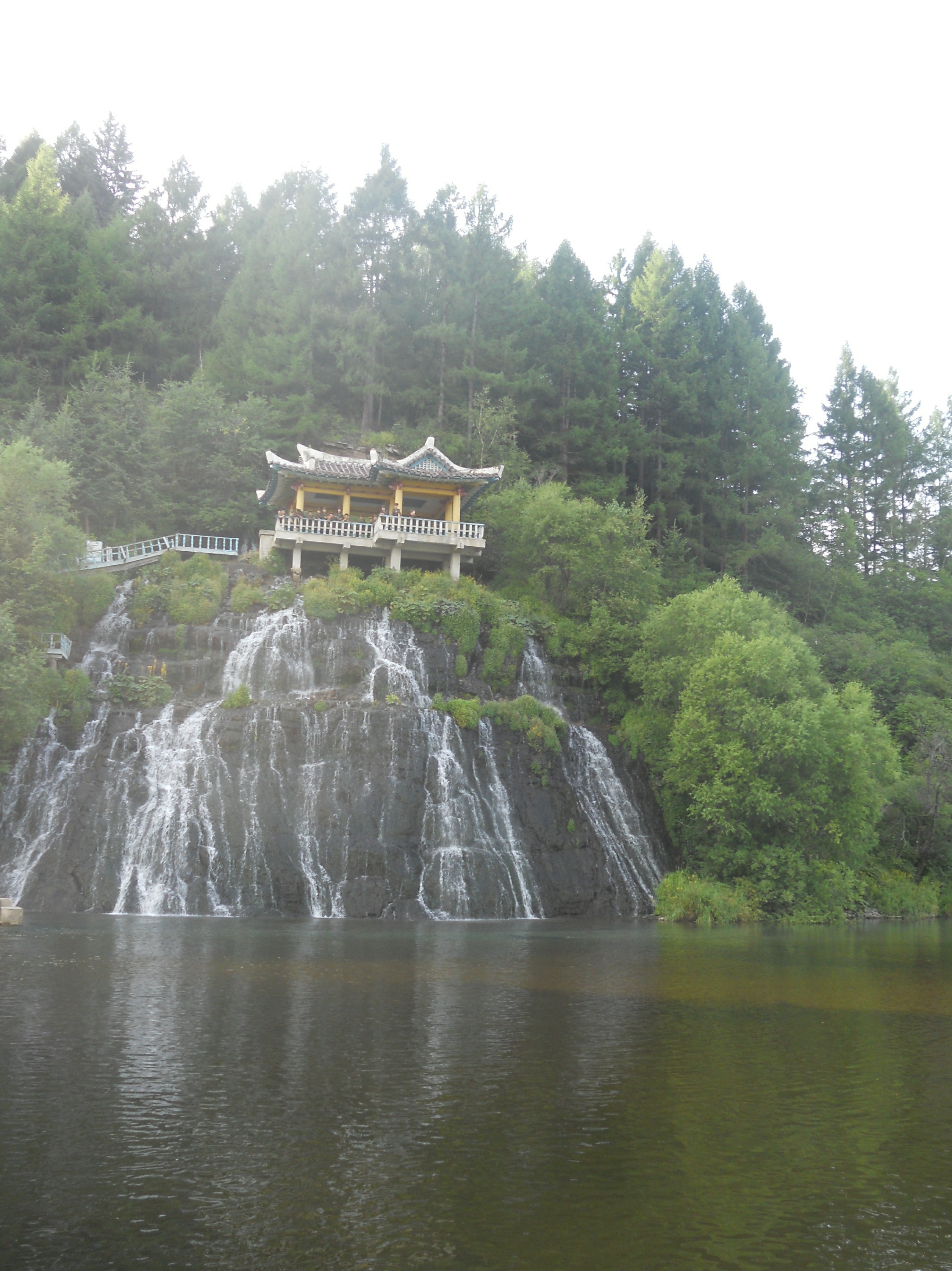

다음은 조선민주주의인민공화국 천연기념물의 일람이다.

## 같이 보기
- 조선민주주의인민공화국의 국보
- 조선민주주의인민공화국의 보물
- 조선민주주의인민공화국의 사적